# Il segreto del bosco vecchio (film)
Il segreto del bosco vecchio è un film del 1993 diretto da Ermanno Olmi.
Tratto dall'omonimo romanzo  giovanile di Dino Buzzati, il film è stato girato nelle zone montane comprese tra Auronzo di Cadore, il valico alpino delle Tre Croci, ed il Comelico Superiore, in particolare nella località Valgrande.

## Trama
Il colonnello in pensione Sebastiano Procolo è tormentato dalle proprie ambizioni e incattivito da una vecchiaia senza affetti. Incapace di amare e sognare, è abituato a riportare tutto alla logica della gerarchia, della ragione e del profitto.
Procolo vorrebbe diventare il proprietario delle terre che comprendono il Bosco Vecchio, da lui amministrate per conto del giovane nipote Benvenuto, ancora in collegio. Per coronare il suo sogno sarebbe disposto a commettere qualunque nefandezza, compresa l'eliminazione del nipote.
Egli progetta inizialmente di radere al suolo gran parte del bosco di piante secolari, liquidando come "favole" le voci secondo le quali in esso abitino creature benigne e favolose.
Pian piano però il luogo, con la sua magia, fa presa sul suo cuore inaridito, ed egli comincia a credere alla realtà di tali leggende, tanto che cerca di asservire una delle forze del bosco, il Vento Matteo, ai suoi scopi.
Una prima svolta si avrà durante la grave malattia di Benvenuto, quando il colonnello si mostrerà disposto a venire a patti con i geni del bosco perché lo facciano guarire, rinunciando in cambio al legname. Ma la svolta definitiva si avrà quando il vento, nel giorno di Capodanno, gli farà credere che il nipote è morto e lui è diventato il padrone del bosco: sconvolto, Procolo si reca nella notte a cercare di disseppellirlo dalla valanga in cui lo crede sepolto. Un vento gelido del nord è il gran dispendio di forze lo mandano in ipotermia, e il colonnello principia a congelare, mentre le creature del bosco si adunano al suo cospetto. 
Il Vento Matteo gli comunica allora d'averlo voluto ingannare per farlo sentire per un giorno unico padrone di tutti i suoi averi, e che il nipote in realtà è in salvo al collegio; il colonnello morente, riconciliato con il proprio cuore e col proprio onore di vecchio soldato, ha la visione del suo reggimento che sfila in marcia al suono marziale della fanfara, baionette e sciabole levate al sole nascente e con le ultime forze alza la mano nel saluto militare prima di chiudere gli occhi dietro le lenti brinate.

## Temi
Il film conserva i temi fondamentali dell'omonimo libro di Dino Buzzati:
- la magia della natura e dell'invisibile : "...le montagne ma soprattutto gli alberi, seguiti attraverso il variare continuo delle stagioni, riescono a raggiungere una loro poetica autonomia di personaggi, proposti da immagini che non hanno bisogno della parola per farci ascoltare, capire, sentire".[3]
- l'inesorabile scorrere del tempo: il ticchettio delle lancette su quadranti di orologi di ogni tipo, l'alternarsi delle stagioni, l'infanzia e la vecchiaia;
- il conflitto eterno fra Bene e Male e i tormenti della psiche;

"... Procolo [...] se ne va a vivere nella foresta dai mille incanti. Imparerà con molte asperità a convivere con i folletti e l’anima del Bosco vecchio, sarà geloso di quel bambino, erede come lui, che ha con la natura una comunione naturale, quasi panteistica."
- il tema del doppio (la scena dell'ombra);
- la possibilità di una metamorfosi, la colpa e la redenzione (il finale).

## Luoghi delle riprese
- le riprese per il Bosco Vecchio furono girate nella Foresta di Somadida (Riserva naturale Somadida)[5][6]
- la casa del cavalier Morro, e poi di Sebastiano Procolo fu fatta costruire apposta dallo sceneggiatore Enrico Oldoini, in mezzo al bosco sopra il Passo delle Tre Croci, e poi fu smantellata.[7]
- altre riprese sono state effettuate nella zona di Comelico Superiore, in particolare in località Valgrande. Molte delle comparse sono proprio di questi paesi.
- la scena del treno è stata girata nella stazione di Perarolo di Cadore.[8]

## Riconoscimenti
- 1994 - David di Donatello
  - Migliore fotografia a Dante Spinotti
  - Nomination Migliori costumi a Maurizio Millenotti
- 1994 - Nastro d'argento
  - Miglior attore protagonista a Paolo Villaggio
  - Nomination Migliore fotografia a Dante Spinotti
  - Nomination Migliore scenografia a Paolo Biagetti
  - Nomination Migliori costumi a Maurizio Millenotti
- 1994 - Globo d'oro
  - Nomination Miglior attore a Paolo Villaggio
  - Nomination Miglior fotografia a Dante Spinotti
- 1994 - Ciak d'oro
  - Migliore fotografia a Dante Spinotti[9]